# 北海道道431号丘珠空港線
北海道道431号丘珠空港線（ほっかいどうどう431ごう おかだまくうこうせん）は、北海道札幌市東区内を結ぶ一般道道（北海道道）である。全線が札幌市管理路線。

## 概要
当路線は、北海道道1137号丘珠空港東線とともに札幌圏都市計画道路である「丘珠空港通」の一部を成す。

### 路線データ
- 起点：北海道札幌市東区北37条東21丁目（北海道道1137号丘珠空港東線交点・丘珠空港）
- 終点：北海道札幌市東区北41条東1丁目（国道231号交点）
- 路線延長：3.2km（総延長）

## 歴史
- 1962年（昭和37年）8月1日 路線認定[1]。

## 地理

### 通過する自治体
- 石狩振興局
  - 札幌市（東区）

### 交差する道路
札幌市東区
- 北海道道1137号丘珠空港東線 - 北37条東21丁目（起点）
- 札幌市道9900号真駒内篠路線 - 北41条東8丁目
- 国道231号 - 北41条東1丁目（終点）

### 沿線にある施設など
札幌市東区
- 丘珠空港 - 丘珠町
- 札幌コミュニティドーム（つどーむ） - 栄町885-1
- セブン-イレブン札幌北42条東18丁目店 - 北42条東18丁目1-3
- 札幌市営地下鉄東豊線栄町駅 - 北41条東16丁目
- 北洋銀行東区栄町支店 - 北41条東15丁目2-7
- ローソン札幌北41条店 - 北41条東15丁目1-19
- 東警察署栄東交番 - 北41条東14丁目2-16
- 札幌市立栄小学校 - 北42条東10丁目
- ひのまる公園 - 北41条東10丁目
- セブン-イレブン札幌北41条東9丁目店 - 北41条東9丁目2-10
- 北央信用組合栄町支店 - 北41条東8丁目2-3
- 北海道銀行東区北栄支店 - 北42条東7丁目1-2
- 東警察署栄西交番 - 北42条東4丁目1-35
- ローソン 札幌北41東二丁目店 - 北41条東2丁目3-15
- セイコーマート北42条東1丁目店- 北42条東1丁目3-1
- 札幌栄町西郵便局 - 北41条東1丁目2-15